# Pierogi z kaszy gryczanej i sera
Pierogi z kaszy gryczanej i sera – danie jarskie nadziewane farszem z kaszy gryczanej i sera białego, gotowane jako danie wigilijne i codzienne.

## Historia
Pierogi pochodzą prawdopodobnie z tradycyjnej kuchni Łemków i Wołynia. Obecnie popularne głównie w polskiej kuchni regionów wschodnich, podkarpacia i lubelszczyzny. 

## Wykonanie i podanie

### Farsz
Kasza gryczana (tatarczana), ser biały, cebula, masło, sól i pieprz. Ser należy połączyć z ugotowaną na sypko i wystudzoną kaszą, cebulą smażoną, doprawić do smaku solą i pieprzem. Całość należy dokładnie wymieszać.

### Ciasto
Zagniecione z mąki pszennej, ciepłej wody i jajka. 
Wyrobione ciasto zostaje rozwałkowane na grubość ok. 2 mm. Na wykrojone z ciasta krążki, zostaje nałożony farsz i są zlepiane brzegi. Pierogi są gotowane w osolonym wrzątku do wypłynięcia. Podawane z kwaśną śmietaną lub z cebulką podsmażoną na maśle.

## Wersje regionalne

### Pierogi lubelskie
Z kaszą gryczaną i białym serem z dodatkiem do farszu, zmielonych skwarków z wędzonej słoniny lub boczku. Popularne w okolicach Krzczonowa, Izbicy i Biłgoraja.

### Pierogi nowodworskie
Gotowane w Nowodworze na ziemi lubartowskiej, z białym serem i kaszą gryczaną z dodatkiem rodzynek, cynamonu, imbiru i mięty.
Wpisane na listę produktów tradycyjnych w dniu 28 lutego 2008 w kategorii: Gotowe dania i potrawy w województwie woj. lubelskim.

### Pierogi lubuskie
W województwie lubuskim pojawiły się po II wojnie wraz z repatriantami przesiedlonymi z okolic Stanisławowa, Lwowa, i Tarnopola. Po ugotowaniu podawane są polane roztopionym masłem, okraszone stopioną słoniną ze skwarkami, lub z kwaśną śmietaną. Tradycja ich przyrządzania nadal popularyzowana jest w regionie lubuskim.
Wpisane na Krajową listę produktów tradycyjnych Ministerstwa Rolnictwa i Rozwoju Wsi, w dniu 5 grudnia 2013 w kategorii: Gotowe dania i potrawy w woj. lubuskim.

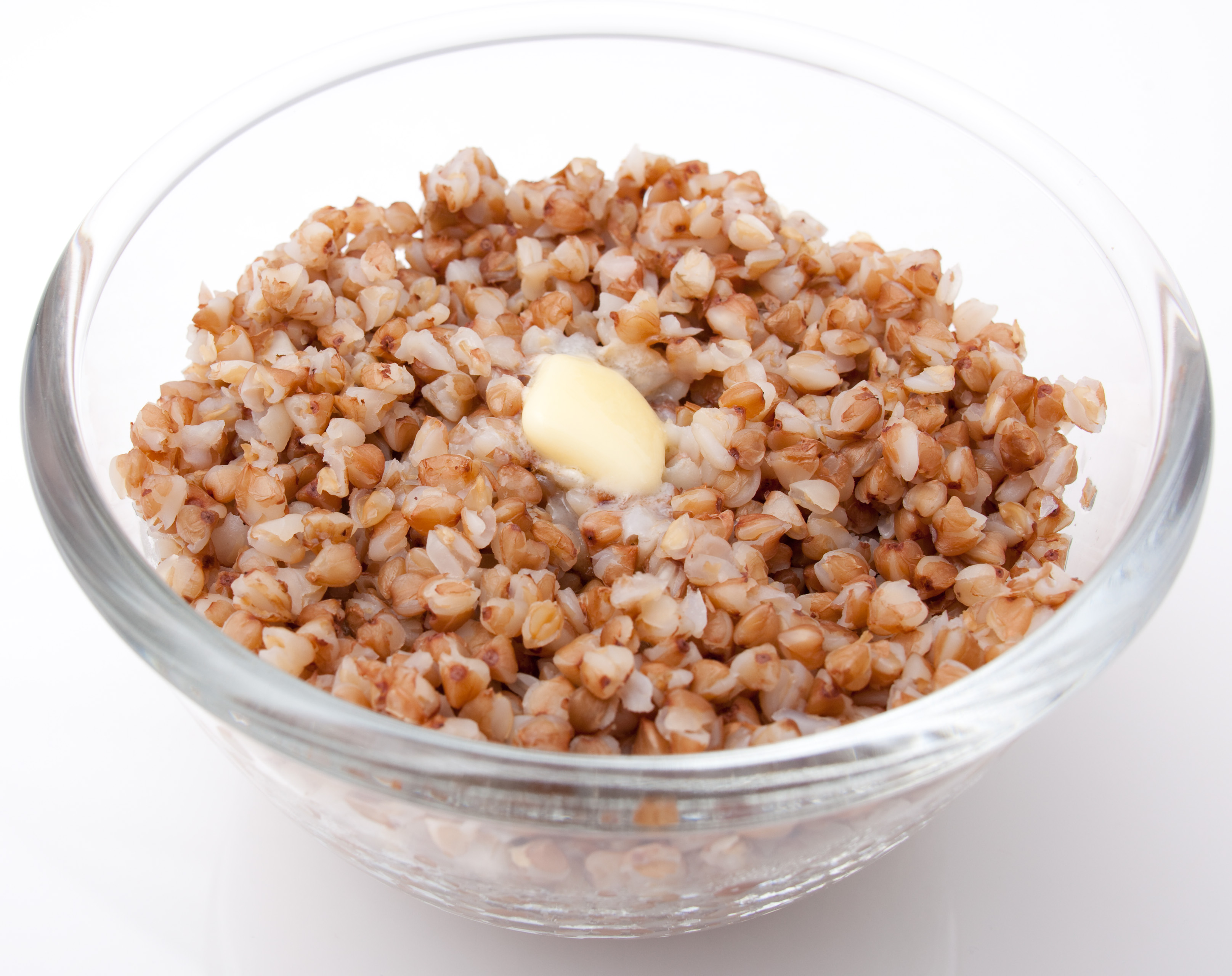
Ugotowana kasza gryczana
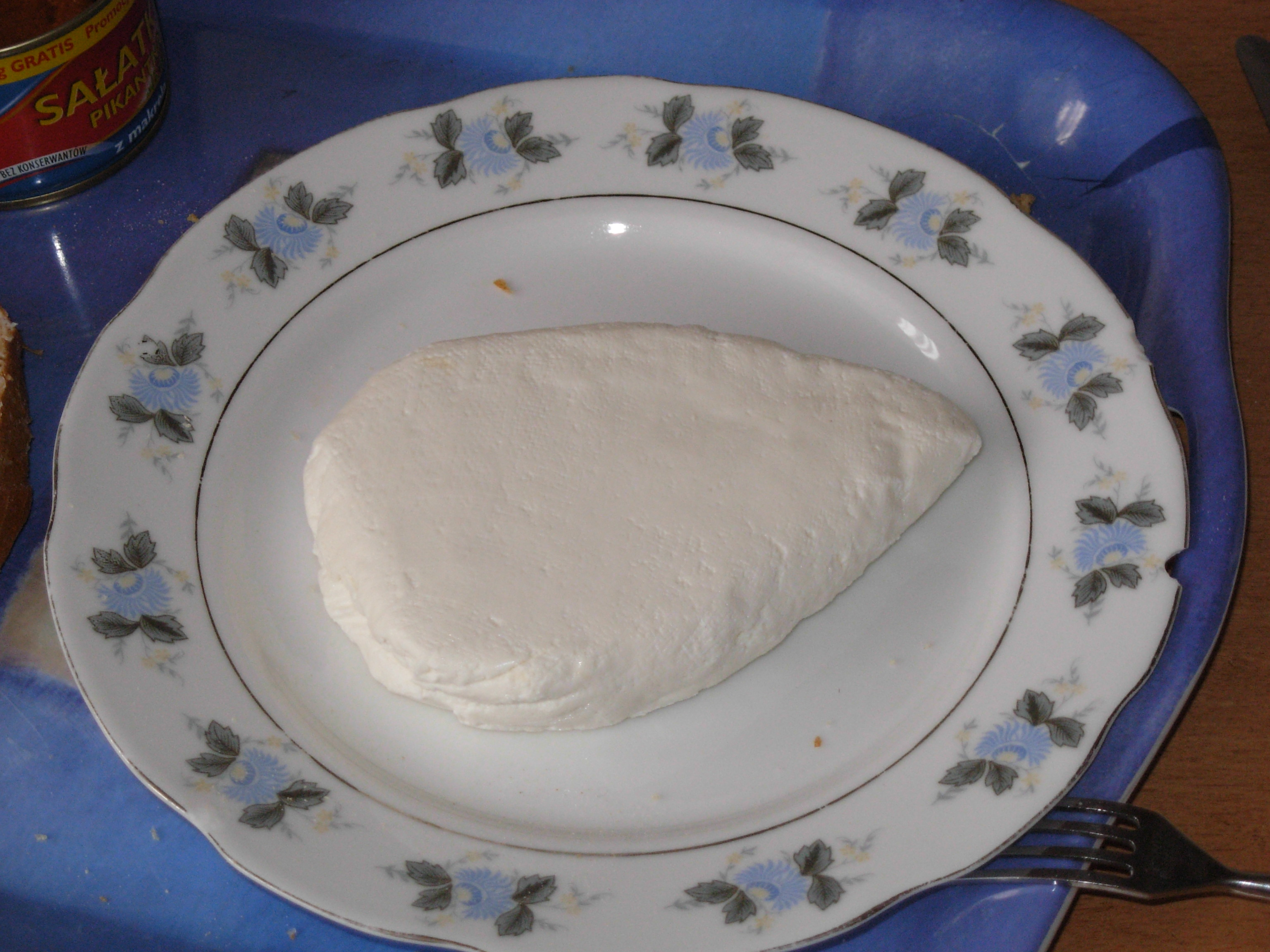
Ser biały regionalny